# Kopf einer alten Bäuerin
Bei dem Kopf der Alten Bäuerin handelt es sich um ein Ölgemälde, welches um 1568 von Pieter Bruegel dem Älteren, einem einflussreichen niederländischen Künstler, erstellt wurde, Motiv ist eine Bäuerin, welche erstaunt zum Bildrand sieht. Pieter Bruegel ist bekannt für seine ungeschönte Darstellung des gemeinen Volkes sowie die Darstellung von Bauern.
Das Werk ist jedoch weder datiert noch signiert.

## Beschreibung
Zu sehen ist eine Frau, welche bis zur Schulter abgebildet wurde. Der Hintergrund ist hauptsächlich schwarz. Ihr Gesichtsausdruck ist erstaunt, überrascht bzw. unverständig, ihr Mund steht leicht offen, wodurch ihre Zähne zum Vorschein kommen. Die gebräunte Haut sowie die roten Wangen lassen darauf schließen, dass die abgebildete Frau im Freien arbeitet. Sie trägt ein weißes Kopftuch, welches auf einfache Verhältnisse hindeutet, wie sie zum Beispiel bei Bauern gegeben sind.

## Interpretation
Was wir hier betrachten, ist eine Tronie, eine Studie eines Gesichtsausdrucks. Diese Darstellung basiert auf einem lebenden Modell, jedoch sollte sie nicht als Porträt angesehen werden, höchstens als ein unbenanntes Porträt. Historische Aufzeichnungen legen nahe, dass Bruegel mehrere Tronien gemalt hat, vermutlich als Vorbereitung für größere Gemälde. Unter diesen Werken ist dies das einzige, das als authentisches Werk des Künstlers anerkannt wird. Das quadratische Format des Gemäldes lässt nach wie vor Raum für Spekulationen, ob dieses Gesicht möglicherweise Teil eines umfassenderen Kunstwerks war. Die Dendrochronologie datiert das Holz des Gemäldes auf das Jahr 1539, was darauf hindeutet, dass es sich um eines der frühen Werke von Bruegel handeln könnte. Jedoch wird aufgrund des Pinselstrichs und der Maltechnik angenommen, dass dieses Werk gegen Ende seines Lebens entstanden ist. Bei einer Restaurierung im Jahr 2018 wurde ein Fragment einer Inschrift in der oberen rechten Ecke des Gemäldes entdeckt, das auf Pb hinweist, aber nicht vollständig lesbar ist.

## Provenienz
Vor 1804 befand sich das Werk im Schloss von Neuburg an der Donau. Im Jahr 1868 wurde es in das Schloss Oberschleißheim und 1912 in die Alte Pinakothek überführt.